# الترلاین
شهر الترلاین در ایالت زاکسن در کشور آلمان واقع شده است.